# Takatsukasa Sukehira
Takatsukasa Sukehira (jap. 鷹司 輔平; * 17. März 1739; † 8. Februar 1813 (jap. Kalender Bunka 10/1/8)) war ein Spross der durch Takatsukasa Nobufusa neubelebten hochadligen Familie Takatsukasa, ursprünglich von Konoe Iezane abstammend, die als eine der go-sekke für würdig genug galt, Regenten für japanische Herrscher zu stellen.
Sukehiras leiblicher Vater war der Kan’in-no-miya Naohito-shinnō, dessen jüngster Sohn er war. Nachdem er zunächst von Ichijō Kaneka adoptiert worden war, wurde er von Mototeru als Stammhalter angenommen.
Bei Hofe war er zunächst Erzieher des Kronprinzen, ab 1756 Naidaijin, 1759 und erneut 1778 Udaijin („Kanzler zur Rechten“), 1787–91 Regent für Kōkaku und Sadaijin („Kanzler zur Linken“) im folgenden ersten Rang. Er nahm 1791 die Tonsur.
Sukehira hatte 11 Kinder, von denen 10 überlebten. Zwei seiner Töchter wurden Hofdamen. Vier seiner Söhne nahmen hohe Stellungen in buddhistischen Tempeln ein: Ryūhan (隆範; 1773–1829) hielt das bettō-Amt im Kōfuku-ji, Kakuson (覚尊; 1784–1832) selbiges im Tōdai-ji, Kōen (1773–1848) wurde – ebenso wie Enshō (圓祥; 1788–1837) – daissoshō hōin. Der jüngste Sohn wurde von der Tokuda-Familie (1790–1858; 徳大寺実堅) adoptiert. Eine Tochter war mit Date Narimura, dem achten Daimyō des Mutsu-Sendai-han, verheiratet.